# Parlamentswahl in San Marino 1998
- RCS: 2
- PPDS-IM-CD: 11
- SR: 2
- PSS: 14
- AP: 6
- PDCS: 25

Die Parlamentswahl in San Marino 1998 fanden am 31. Mai 1998 statt.

## Ergebnisse
| Partei                                                                 | Anzahl der Stimmen | %      | Mandate |
| ---------------------------------------------------------------------- | ------------------ | ------ | ------- |
| Partito Democratico Cristiano Sammarinese (PDCS)                       | 8.907              | 40,9 % | 25      |
| Partito Socialista Sammarinese (PSS)                                   | 5.064              | 23,2 % | 14      |
| PPDS-IM-CD                                                             | 4.065              | 18,6 % | 11      |
| Alleanza Popolare dei Democratici Sammarinesi per la Repubblica (APDS) | 2.139              | 9,8 %  | 6       |
| Socialisti per le Riforme (SR)                                         | 914                | 4,2 %  | 2       |
| Rifondazione Comunista Sammarinese (RCS)                               | 714                | 3,3 %  | 2       |